# La Reforma, San Mateo del Mar
La Reforma är en ort i Mexiko.   Den ligger i kommunen San Mateo del Mar och delstaten Oaxaca, i den sydöstra delen av landet, 600 km sydost om huvudstaden Mexico City. La Reforma ligger 4 meter över havet och antalet invånare är 210.
Terrängen runt La Reforma är platt. Havet är nära La Reforma söderut.  Närmaste större samhälle är Salina Cruz, 13,6 km väster om La Reforma. 